# John Smeaton
Pour les articles homonymes, voir Smeaton.
John Smeaton (8 juin 1724 - 28 octobre 1792) est un ingénieur britannique, souvent surnommé le père du génie civil britannique dans la littérature anglo-saxonne, il est réputé pour sa dextérité et son sens de l'analyse. Il est responsable de la construction de ponts, canaux, ports et de phares. Il est aussi ingénieur en mécanique et physicien. Son nom est associé avec la Lunar Society.
Il naît à Austhorpe près de Leeds. Après avoir étudié à la Leeds Grammar School il travaille dans le cabinet juridique de son père.

## Le physicien
Il cesse de travailler avec son père pour se lancer dans la fabrication d'instruments scientifiques. Il travaille avec Henry Hindley (en) et développe entre autres un pyromètre, pour étudier l'expansion des matériaux, ainsi qu'un horizon artificiel. 
Il est élu membre de la Royal Society en 1753 qui lui décerne la médaille Copley en 1759 pour ses travaux sur les moulins à vent et les norias. Ses papiers explicitent la relation entre la pression et la vitesse des objets se déplaçant dans l'atmosphère.

## L'ingénieur
Recommandé par la Royal Society, Smeaton construit le troisième phare d'Eddystone (1755-1759) et met au point un mortier hydraulique basé sur un calcaire mêlé d'argile. Les mortiers hydrauliques deviendront le sujet de préoccupation des constructeurs du XIXe siècle, et Smeaton sera alors cité comme un précurseur. Ce phare reste en service jusqu'en 1877 date à laquelle il est démantelé et partiellement reconstruit à Plymouth Hoe (en).
Smeaton décide de se consacrer à l'ingénierie civile, plus lucrative, et travaille sur une série d'ouvrages d'art incluant :
- La Tour de Smeaton ;
- le canal de Calder et Hebber (en) joignant Wakefield et Halifax (1758-1770) ;
- le phare de Spurn (1767) ;
- le pont de Coldstream au-dessus de la rivière Tweed (1762-1767) ;
- l'amélioration du canal de la rivière Lee (1765-1770) ;
- le pont de Perth sur la rivière Tray (1766-1770) ;
- Le canal Ripon (1766-1773) ;
- Le viaduc de  Newark-on-Trent sur la rivière Trent dans le Nottinghamshire (1768-1770)
- le canal connectant les rivières Forth et Clyde de Grangemouth à Glasgow (1768-1777) ;
- le port de Banff (1770-1775) ;
- le pont d'Aberdeen (1775-1780) ;
- le port de Peterhead (1775) ;
- des installations portuaires à Ramsgate (bassin de rétention 1776-1783; jetée 1788-1792) ;
- le pont de Hexham (1777-1790) ;
- le canal de Birmingham à Fazeley (1782-1789) ;
- le port de Sintt Austell à Charlestown en Cornouailles (1792).

Son expérience de l'ingénierie lui vaut d'être cité pour témoigner dans un procès sur l'ensablement du port de Wells-next-the-Sea à Norfolk en 1782. Il est considéré comme le premier expert à avoir été appelé à témoigner lors d'un procès dans une cour de justice anglaise.

## Le mécanicien
Il met au point un système d'irrigation utilisant une vis d'Archimède pour les jardins botaniques royaux de Kew en 1761 et un moulin à eau à Alston en Cumbria. Il améliore la machine à vapeur de Thomas Newcomen et en installe une dans une mine de Cornouailles en 1775.

## Le mécanicien des fluides (le fameuxCoefficient de Smeaton)

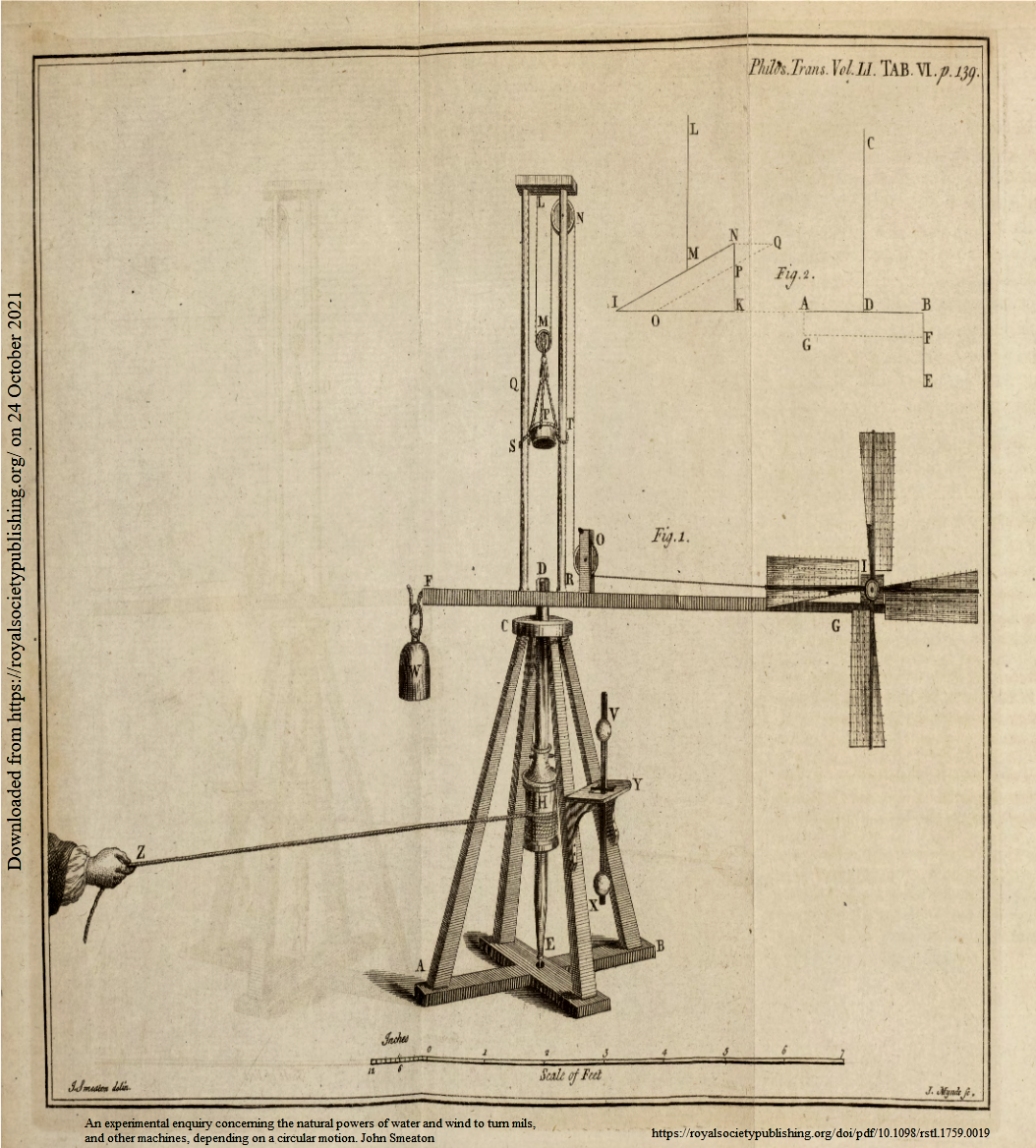
Le dispositif de Smeaton pour la mesure des forces sur un moulin à vent.

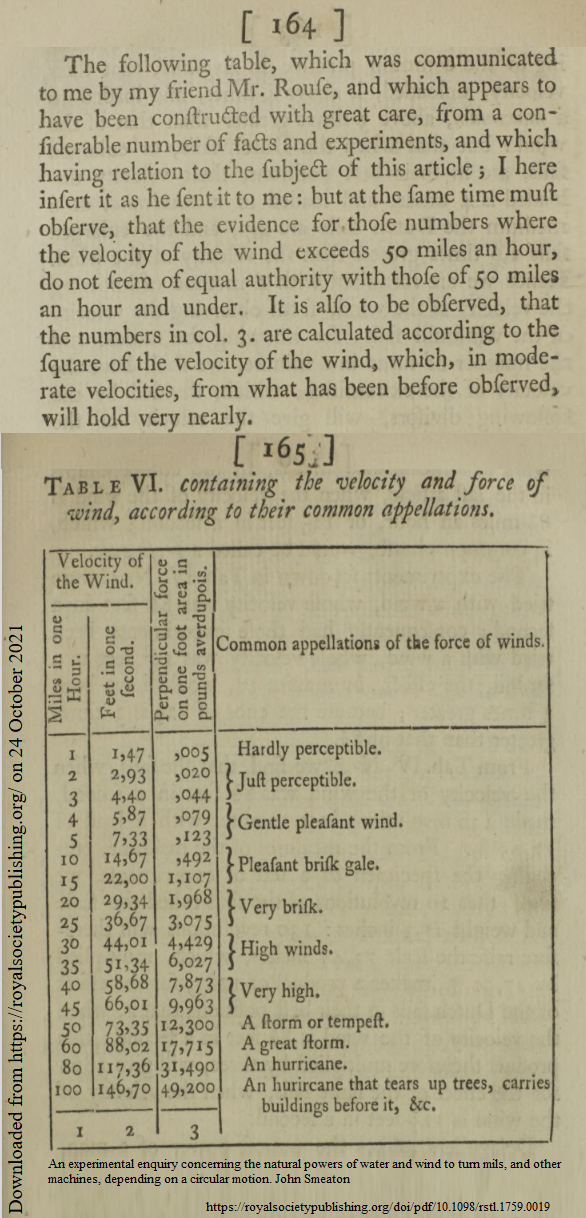
La table de Mr. Rouse donnant les efforts sur une plaque dus au vent, citée par Smeaton, 1759

En 1759, John Smeaton publia un texte titré « Une étude expérimentale concernant les pouvoirs naturels de l’eau et de l’air de faire tourner les moulins et autres machines en mouvement circulaire »,.
George Cayley commente ainsi le texte de Smeaton et surtout la table de Mr. Rouse qu'y cite Smeaton : « Le résultat des expériences et observations de Mr Smeaton était qu’une surface plane d’un pied carré rencontre une résistance d’une Livre-force quand elle se déplace dans l’air perpendiculairement à elle-même à une vitesse de 21 pieds par seconde ».
La plupart des auteurs[source secondaire souhaitée] exprimèrent plutôt, cependant, la vitesse de la surface plane en Miles/heure. À cet aune, ils énonçaient que :
« Une surface plane d’un pied carré rencontre une résistance de 0,005 Livres-force à la vitesse de 1 Mile/h. »
Les dépendances de cette résistance envers le carré de la vitesse relative de l’air et envers la surface de la plaque étant constatées par Smeaton et beaucoup d’autres, le constat précédent pouvait être étendu à toutes les plaques exposées à toutes les vitesses de vent selon la formule :
{\displaystyle F=0,005\;S\;V^{2}}
pourvu que {\displaystyle F} soit exprimé en Livre-force, que la surface {\displaystyle S} de la plaque soit exprimée en pieds carrés et que la vitesse relative de l’air {\displaystyle V} soit exprimée en Miles/heure.
Pendant 150 ans (jusqu'à l’essor des frères Wright)[réf. nécessaire] les chercheurs utilisèrent les concepts et mesures de Smeaton ainsi que cette constante de proportionnalité 0,005 (nommée Coefficient de Smeaton) pour quantifier cette notion basique de pression de Smeaton sur les plaques planes sur des plaques se déplaçant frontalement dans l’air, cette pression (ou plutôt cette surpression) variant comme le carré de la vitesse du fluide.
Il faut noter que ledit Coefficient de Smeaton intègre la Masse volumique de l’air. De même, il faut remarquer que l'antique pression de Smeaton qu'on en tirait fut jugée longtemps comme s’appliquant à l’intégralité de la face avant de la plaque plane exposée au mouvement de l’air,.
Mais la valeur 0,005 de ce fameux Coefficient de Smeaton était erronée. Ce constat inquiéta beaucoup les frères Wright[source secondaire souhaitée] qui s’étaient basés dessus pour concevoir leurs premiers planeurs,.

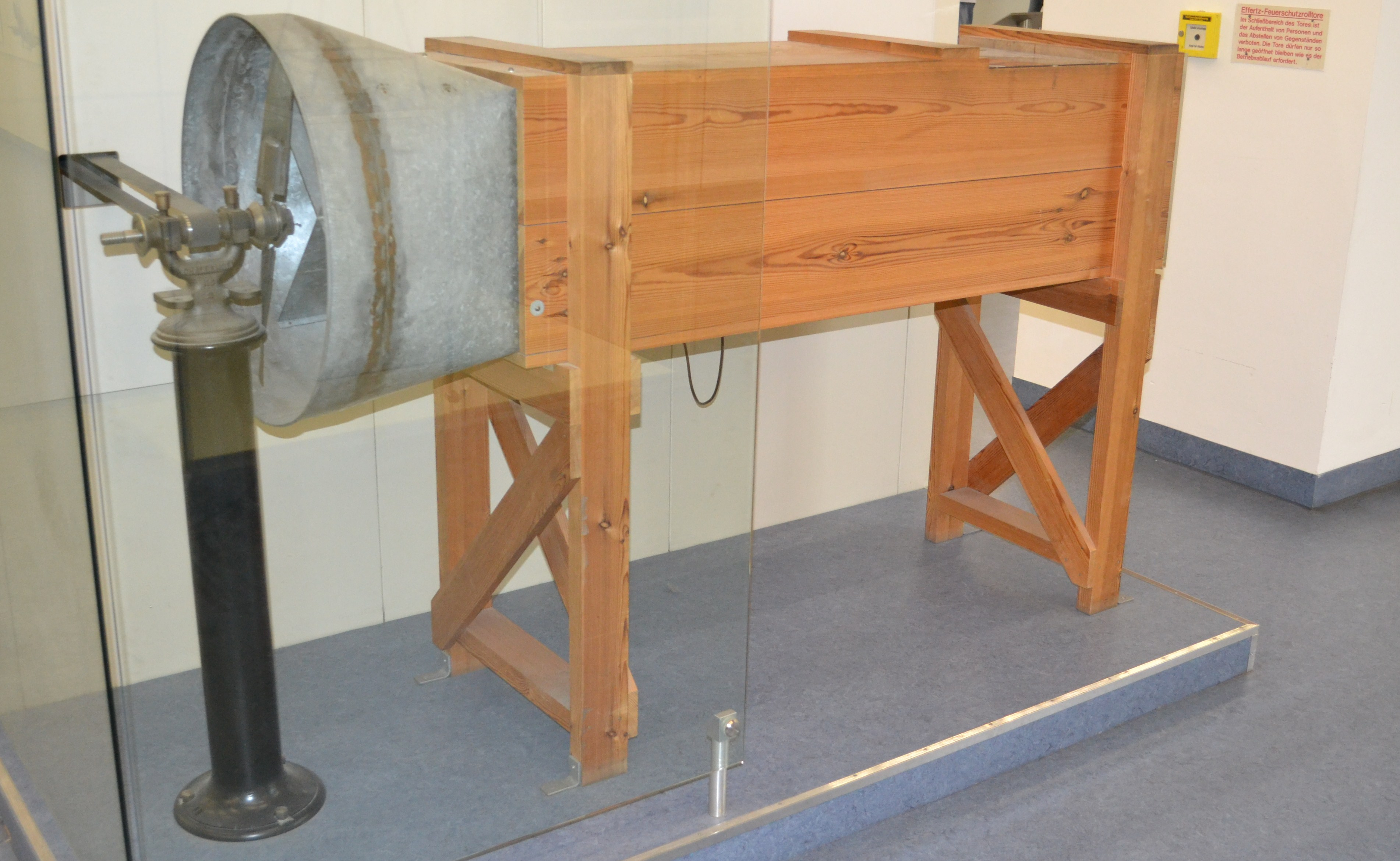
Reconstitution de la soufflerie des frères Wright.

Cette déception les incita à effectuer eux-mêmes des mesures d’efforts dans une soufflerie de leur construction,. Par ce moyen, ils purent corriger l’antique Coefficient de Smeaton et lui donner la valeur exacte de 0,003 (valeur que nous calculons ci-dessous).

## Ses legs
Il est très estimé par les autres ingénieurs[réf. nécessaire]. Il contribue activement à la Lunar Society, une sorte de club de discussion réunissant ingénieurs, scientifiques et industriels. Il invente le terme de civil engineering -- génie civil, pour le distinguer de l'ingénierie militaire et des grands corps de l'état. Il fonde la Society of Civil Engineers en 1771 qui est renommé Smeaton Society après sa mort, société savante ancêtre de l'Institution of Civil Engineers en 1818.
Ses élèves incluent les constructeurs de canaux James Brindley et William Jessop et l'architecte et ingénieur Benjamin Latrobe.
Il meurt d'une attaque tandis qu'il marche dans les jardins familiaux à Austhorpe et est enterré dans la paroisse de Whitkirk (en).